# Embolotherium
Embolotherium ist ein ausgestorbenes Säugetier aus der ebenfalls fossilen Familie der Brontotherien, welche der Ordnung der Unpaarhufer angehört. Es gehörte zu den größten Vertretern der Brontotherien, Fossilien wurden in der Mongolei und in der Ulan-Gochu-Formation in der Inneren Mongolei gefunden, die ins späte Eozän vor 40 bis 34 Millionen Jahren datieren, gefunden wurden aber weitgehend nur Schädel. Die Gattung wurde 1929 von Henry Fairfield Osborn beschrieben.

## Merkmale
Embolotherium war einer der größten Vertreter der Brontotherien und erreichte Ausmaße, vergleichbar mit jenen seiner Verwandten Megacerops und Gnathotitan. Alle drei Gattungen waren in ihren Dimensionen den größten heutigen Nashörnern vergleichbar, zumindest für Megacerops wird ein Gewicht von rund 2 t angegeben. Wahrscheinlich besaß Embolotherium wohl ähnlich den anderen modernen Brontotherien einen robusten Körper, allerdings ist die Brontotherien-Gattung weitgehend nur über Schädelfunde bekannt. Dieser erreichte eine Länge von 78 bis 85 cm, gemessen vom Mittelkieferknochen zu den Gelenkenden des Hinterhauptsbeins, von der Spitze des Horns aus erreichte er sogar 103 bis 105 cm Länge. Die Jochbeine besaßen eine deutlich ausladende Form, ähnlich zahlreichen nordamerikanischen Brontotherien auch, verliefen aber teils parallel zueinander und hatten darüber hinaus eine massive Ausprägung. Das Hinterhauptsbein war typisch für Brontotherien stark nach hinten ausgezogen und dadurch spitzwinklig, zusätzlich in der Aufsicht sehr breit und gewinkelt. Die Stirnlinie war dadurch wie bei seinen Verwandten deutlich gesattelt. Das markante Horn bildete sich analog der anderen, horntragenden Brontotherien aus den Verlängerungen oder Auswüchsen des vorderen Teils des Stirnbeins, welches über dem Nasenbein lagerte, bestand also nicht wie ursprünglich angenommen nur aus dem Nasenbein selbst. Es setzte oberhalb der Orbita an – diese wiederum lag oberhalb des zweiten Molaren – und ragte schräg in einem Winkel von etwa 45° oder steiler nach oben. Dabei verbreiterte es sich zum oberen Ende hin und wirkte dadurch wie eine Ramme; insgesamt erreichte es eine Länge von rund 70 cm. Die Außenkanten waren meist deutlich verdickt und bestanden zwar aus massiven Knochen, besaßen im Innern aber zahlreiche Hohlräume, die Oberseite verlief konvex, die Unterseite konkav. Zusätzlich verlief auf der Unterseite eine tiefe Einschnürung, die den Nasenkanal darstellt. An der Basis des Horns setzte vorn der sehr kurze Mittelkieferknochen an, wodurch das Rostrum eher kurz gestaltet war. Der Naseninnenraum war dennoch sehr groß und reichte bis zum dritten Prämolaren, teilweise auch darüber hinaus.
Der Unterkiefer war relativ grazil gebaut und erreichte eine Länge von 60 bis 69 cm, die Symphyse war aber breit und reichte bis zum vordersten Molaren. Das Gebiss bestand aus der für die Höheren Säugetiere bekannten vollständigen Zahnanzahl und wies demnach folgende Zahnformel auf: {\displaystyle {\frac {3.1.4.3}{3.1.4.3}}}. Die Schneidezähne hatten alle eine kleine sowie kugelige Form und standen nicht geschlossen, der Eckzahn war nur wenig größer und unregelmäßig geformt. Das gesamte vordere Gebiss hatte eine halbkreisförmige Anordnung, zum hinteren Gebiss bestand ein großes Diastema mit einer Ausdehnung von bis zu 7 cm. Die Prämolaren waren eher klein, nahmen aber nach hinten an Größe zu und hatten eine rechtwinklige Form. Die Molaren dagegen waren massiv und groß, der hinterste war zusätzlich verlängert und teils über 11 cm lang. Sie besaßen zwei kleine Zahnschmelzhöcker auf der Kauoberfläche und wirkten dadurch bunoselenodont (mondsichelförmig). Die oberen Molaren wiesen weiterhin einen W-förmigen Zahnschmelzverlauf des Ectolophs auf, eine Einschnürung zwischen zwei deutlich vorragenden Zahnschmelzschlingen (Metastylid und Parastylid). Allgemein waren die Backenzähne niederkronig (brachyodont).
Funde des Körperskelettes liegen ebenfalls vor, sie wurden bisher aber noch nicht im Detail untersucht und beschrieben. So sind vor allem der erste Halswirbel (Atlas), Teile der Vorderbeine wie die Elle, der Oberschenkelknochen, die Kniescheibe und eine größere Anzahl von Hand- und Fußknochen überliefert. Die Funde verweisen auf ein sehr kräftig gebautes Tier, das im Körperbau in etwa Megacerops aus Nordamerika ähnelte.

## Paläobiologie

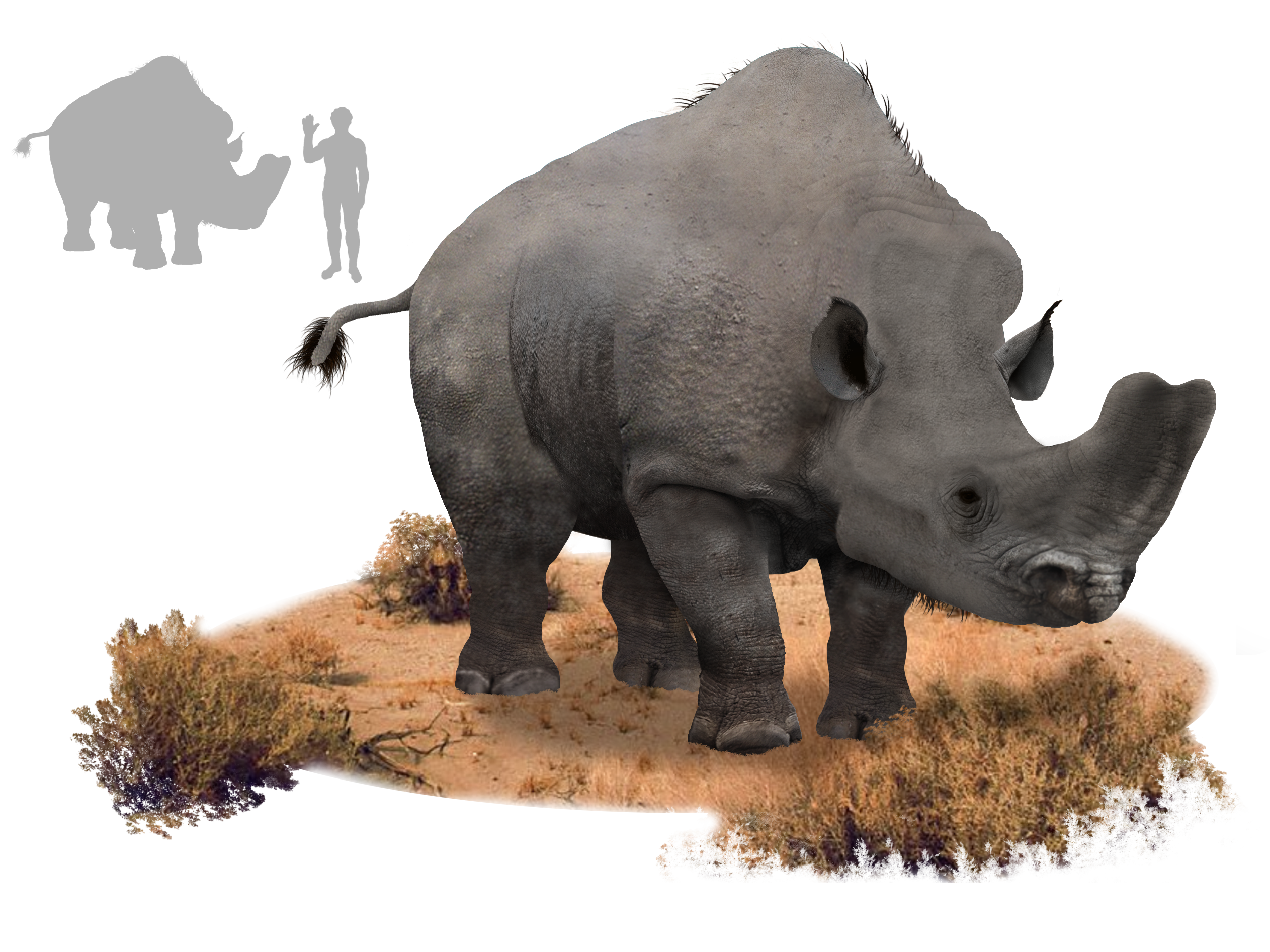
Embolotherium andrewsi, künstlerische Darstellung

Über die Lebensweise ist kaum etwas bekannt. Ein Dimorphismus zwischen den beiden Geschlechtern liegt im Bereich des Horns vor, das bei männlichen Tieren zusätzlich kleine knöcherne Erhebungen auf der Oberseite der Ramme aufweist. Unterschiedliche Zahnausprägungen vor allem an den Eckzähnen, die typischerweise bei anderen Brontotherien als Geschlechtsunterschiede gewertet werden, sind nicht bekannt. Unklar ist, ob die Tiere in Herden oder engeren Sozialverbänden lebten. Die niederkronigen Backenzähne lassen auf eine Nahrungsspezialisation auf weiche Pflanzenkost (browsing) schließen, die aufgrund der tiefen Kopfhaltung, resultierend aus dem verlängerten Hinterhauptsbein, wohl überwiegend vom Boden aufgenommen wurde. Allerdings kann bezogen auf die extreme Körpermasse auch eine gemischte Pflanzenkost nicht ausgeschlossen werden.
Ursprünglich wurde der Kopf von Embolotherium analog zu den heutigen Nashörnern mit einem aufsteigenden und frei stehenden Horn rekonstruiert, wobei sich die Nasenlöcher ausgehend von einer damals angenommenen nur dünnen Hautbedeckung des Hornes relativ niedrig und kurz oberhalb des Mittelkieferknochens befanden. Neuere Untersuchungen zeigten, dass die Ausdehnung des Nasenbeins und der Verlauf des Nasenkanals bis zum Ende des Horns annehmen lassen, dass die Nasenhöhle wesentlich ausgedehnter und der gesamte vordere Schädel einschließlich des Horns durch ein dickes Weichteilgewebe bedeckt war. Die Oberlippe musste somit bei Embolotherium eine, bei heutigen Säugetieren nicht bekannte Ausdehnung besessen haben und nahm den vorderen Gesichtsbereich ein. Laut dieser Rekonstruktion saßen die Nasenlöcher wohl markant höher – wie hoch ist allerdings unbekannt – und aufgrund der Weichteilbedeckung deutlich vor dem Mittelkieferknochen. Das Horn bestand bei Embolotherium wie bei den anderen Brontotherien aus dem von einzelnen Knochenhohlräumen durchsetzten sowie aus spongioser Knochensubstanz bestehenden Nasenbein und war von vorderen Auswüchsen des Stirnbeins überdeckt; durch die Einbindung in dichtes Weichteilgewebe war es wesentlich besser geschützt, da knöcherne Hörner instabiler sind als jene der heutigen Säugetiere aus Hornsubstanz oder verwachsenem Keratin. Wozu das Horn diente, ist unbekannt, teilweise wird angenommen, dass es bei den männlichen Tieren hauptsächlich beim Imponiergehabe und nur selten in Kämpfen eingesetzt wurde. Diese bestanden, sofern sie stattfanden, dann möglicherweise eher aus Druck- oder Schiebewettkämpfen als aus Gefechten aus Stoßen und Rammen.

## Fossilfunde
Funde von Embolotherium sind nur aus dem nördlichen Ostasien bekannt und liegen weitgehend aus der chinesischen autonomen Region Innere Mongolei und aus der Mongolei vor. Herausragend ist dabei die Ulan-Gochu-Formation in der Region Shara Murun in der Inneren Mongolei. Hier wurden 1928 die ersten Funde entdeckt, die allein Reste von 14 Individuen in Form mehrerer vollständiger oder fragmentierter Schädel einschließen, darunter auch den Holotyp der Gattung (Exemplarnummer AMNH 26001). Auch später konnten aus dieser fundreichen geologischen Schicht noch weitere Fossilien geborgen werden. Zusätzliches Fundmaterial stammt mit Schädelteilen und Unterkieferfragmenten aus der Baron-Sog-Formation, während in der Shara-Murun-Formation nur einzelne Unterkieferreste zum Vorschein kamen. Beide liegen in der gleichen Region, sind aber stratigraphisch etwas jünger als die Ulan-Gochu-Formation. Außerdem konnte aus beiden Formationen bisher unbeschriebenes postcraniale Skelettmaterial geborgen werden. Ein einzelner, 74 cm langer Schädel kam in rottonigen Ablagerungen nahe Alxa Zuoqi in der Region Ningxia zu Tage. Wiederum sehr zahlreich sind Fossilien aus der Ergilin-Dzo-Formation in der östlichen Gobi in der Mongolei. Diese umfassen Schädel mehrerer Altersstufen, aber auch einzelne Molaren.

## Systematik
Embolotherium gehört der Familie der Brontotheriidae (ursprünglich Titanotheriidae) an, einer ausgestorbenen Säugergruppe, zu der auch Megacerops zählt. Die Familie wird aufgrund des Zahnbaus als entfernte Verwandte der heutigen Pferde angesehen. Innerhalb der Brontotheriidae wird Embolotherium zur Unterfamilie der Brontotheriinae und zur Zwischentribus der Embolotheriita gestellt. Diese war ursprünglich von Henry Fairfield Osborn 1929 als Unterfamilie der Embolotheriinae einzig für Embolotherium wegen des vermeintlich von anderen Brontotherien-Formen abweichenden Aufbaus des Horns eingeführt worden. Im Jahr 2008 verschob Matthew C. Mihlbachler diese jedoch auf die Ebene der Zwischentribus. Heute umfassen die Embolotheriita mit Aktautitan, Metatitan und Protembolotherium weitere Gattungen, die allerdings weniger massive Hörner besaßen. Den Embolotheriita gegenüber stehen die Brontotheriita, die zumeist nordamerikanische Vertreter wie Megacerops einschließen. Diese werden durch eine paarige Hornbildung gekennzeichnet.
Ursprünglich waren ein Dutzend Arten von Embolotherium beschrieben worden, zwei dieser Arten werden heute anerkannt:
- E. andrewsi Osborn, 1929
- E. grangeri Osborn, 1929

Osborn hatte 1929 bei seiner Erstbeschreibung von Embolotherium eine zusätzliche dritte Art unterschieden, E. loucksii, doch ist diese mit E. grangeri identisch, ebenso das von Walter W. Granger eingeführte E. ultimatum, welches ein Synonym von E. andrewsi darstellt. Auch die von Granger benannte Gattung Titanodectes ist ungültig, da die Bestimmung im Bezug auf Jungtiere von Embolotherium mit nicht vollständiger Bezahnung erfolgte. Entdeckt wurden die ersten Fossilien dieser Brontotheriengattung 1928 während der Fifth Central Asiatic Expedition of the American Museum of Natural History unter der Leitung von Roy Chapman Andrews und Walter W. Granger. Der Embolotherium ist griechischen Ursprungs und setzt sich aus den Wörtern εμβωλή (embolḗ „Rammbock“) sowie θηρίον (thēríon „Tier“) zusammen und bezieht sich dabei auf die besonders große Ausbildung der knöchernen Hörner.